# Condado de Hardeman (Tennessee)
El condado de Hardeman (en inglés: Hardeman County, Tennessee), fundado en 1818, es uno de los 95 condados del estado estadounidense de Tennessee. En el año 2000 tenía una población de 28.105 habitantes con una densidad poblacional de 31 personas por km². La sede del condado es Bolivar.

## Geografía
Según la Oficina del Censo, el condado tiene un área total de 1736 km² (670,3 mi²), de la cual 1729 km² (667,6 mi²) es tierra y 7 km² (2,7 mi²) es agua.

### Condados adyacentes
- Condado de Madison norte
- Condado de Chester noreste
- Condado de McNairy este
- Condado de Alcorn sureste
- Condado de Tippah sur
- Condado de Benton suroeste
- Condado de Fayette oeste
- Condado de Haywood noroeste

## Demografía
En el 2000 la renta per cápita promedia del condado era de $29,111, y el ingreso promedio para una familia era de $34,746. El ingreso per cápita para el condado era de $13,349. En 2000 los hombres tenían un ingreso per cápita de $27,828 contra $20,759 para las mujeres. Alrededor del 19.70% de la población estaba bajo el umbral de pobreza nacional.

## Lugares

### Ciudades y pueblos
- Bolivar
- Grand Junction
- Hickory Valley
- Hornsby
- Middleton
- Saulsbury
- Silerton
- Toone
- Whiteville